# 이근식 (1947년)
이근식(1947년 6월 26일~)은 대한민국의 경제학자이자, 경제정의실천시민연합 공동대표를 지낸 사회운동가이다.
서울대학교 경제학과를 졸업하고, 미국 메릴랜드대학교 대학원에서 경제학 박사학위를 받았다.
1985년부터 서울시립대학교 경상대학 경제학부 교수로 재직하고 있으며. 서울시립대학교 경상대학 학장과 경영대학원 원장을 역임하였다.
그리고 1989년 경실련이 설립됐을 때 정책연구위원회 위원장을 맡았으며, 2008년 1월부터 2012년 2월까지 경실련 공동대표를 지냈다.

## 저서
- 신자유주의: 하이에크 프리드먼 뷰캐넌 (2009, 도서출판 기파랑)
- 서독의 질서자유주의 : 오위켄과 뢰프케 (2007, 도서출판 기파랑)
- 애덤 스미스의 고전적 자유주의 (2006, 도서출판 기파랑)
- 존 스튜어트 밀의 진보적 자유주의 (2006, 도서출판 기파랑)
- 자유와 상생 : 새로운 시대정신을 찾아서 (2005, 도서출판 기파랑)